# Marjorie Townsend

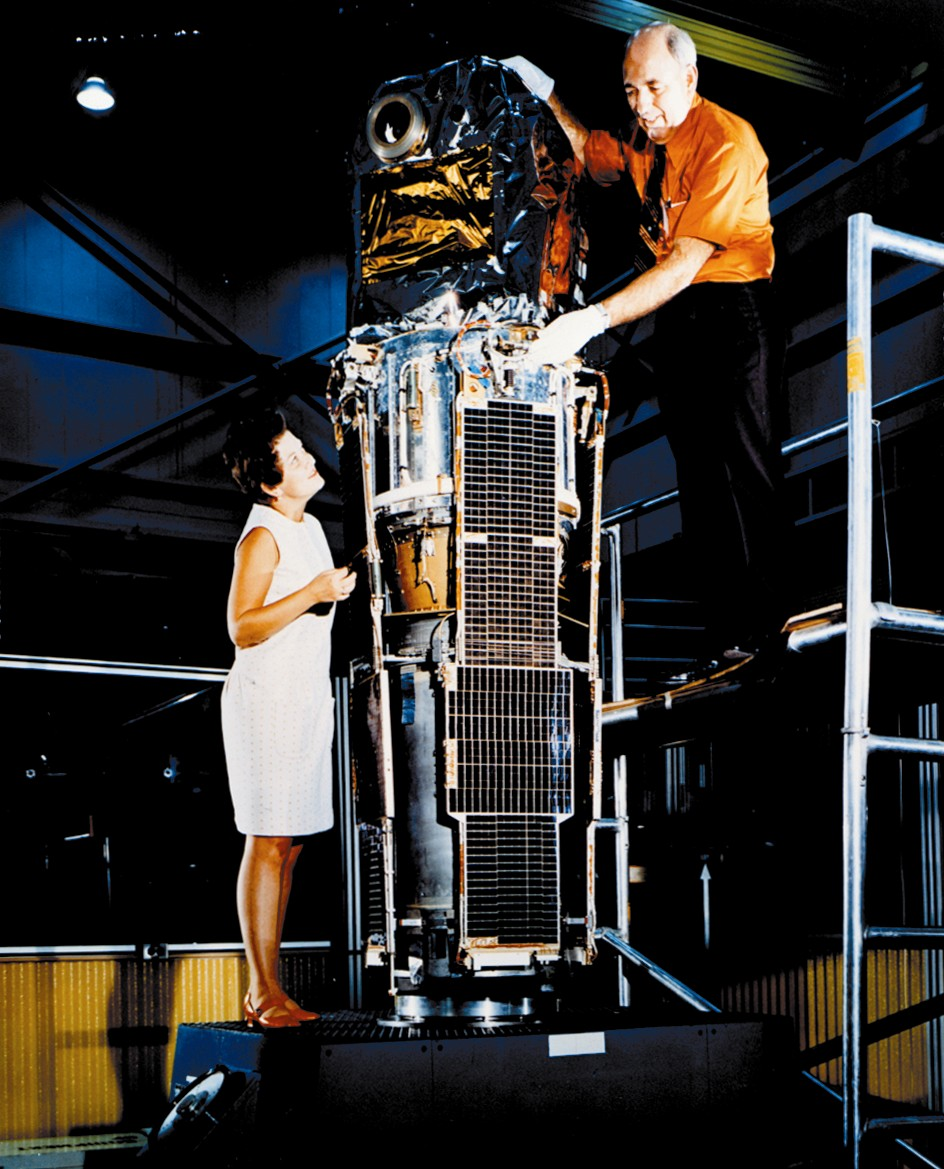
Townsend bespricht mit Bruno Rossi die Leistung des Röntgen-Explorer-Satelliten Uhuru während der Vorflugtests im Goddard Space Flight Center der NASA, 1970

Marjorie Rhodes Townsend (* 12. März 1930 in Washington, D.C., Vereinigte Staaten; † 4. April 2015 ebenda) war eine US-amerikanische Elektroingenieurin. Sie war die erste Frau, die einen Ingenieurabschluss an der George Washington University erhielt, war bei der NASA die erste Projektmanagerin für Raumfahrzeuge und leitete als erste Frau 1965 den Start eines amerikanischen Raumfahrzeugs.

## Leben und Werk
Rhodes war das einzige Kind eines Maschinenbauingenieurs und Erfinders und wuchs in Washington, D.C. auf. Sie übersprang mehrere Klassen und schloss im Alter von 15 Jahren die Highschool ab. 1945 begann sie ihr Studium der Elektrotechnik an der George Washington University (GWU). Im dritten Studienjahr lernte sie den Medizinstudenten Charles Townsend kennen und heiratete ihn im Juni 1948. Sie arbeitete im Radon-Testlabor des National Bureau of Standards, um ihrem Mann zu helfen, das Medizinstudium zu finanzieren, und setzte ihre Ausbildung abends fort. 1951 erhielt sie als erste Frau mit dem Bachelor of Electrical Engineering einen Ingenieurabschluss an der GWU.
Sie arbeitete dann am Naval Research Laboratory (NRL) an Sonarsignalverarbeitungsmechanismen für die U-Boot-Abwehr. Sie entwickelte dort Sonar-Signalverarbeitungsgeräte und bewertete Sonartechniken und Anzeigemethoden. Ihr Team entwickelte eine neue Klassifizierungstechnik zur Erkennung von U-Booten, die zur Standardausrüstung der Flotte wurde. Nachdem ihr Mann die Facharztausbildung abgeschlossen hatte, bekam sie mit ihm vier Kinder.

## Erster Wettersatellit und SAS

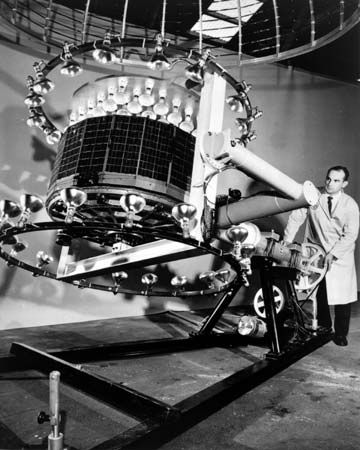
TIROS I war der erste meteorologische Satellit. Er war mit zwei Kameras ausgestattet. Eine verfügte über ein Weitwinkelobjektiv, das eine seitliche Sichtweite von etwa 750 Meilen ermöglichte (wobei der Satellit direkt nach unten blickte), die andere war eine Schmalwinkelkamera mit einer seitlichen Sichtweite von etwa 80 Meilen.

1959 war sie eine der ersten Ingenieurinnen der NASA in Greenbelt, Maryland. Bis 1965 war sie für Fluginstrumentierung für Nimbus und das Orbiting Geophysical zuständig und von 1965 bis 1966 koordinierte sie Benutzer für das Wettersatelliten-Forschungsprogramm Nimbus Interrogation, Recording and Location System.
1959 beherbergte die NASA ihre Wettersatellitengruppe vorübergehend im NRL. Bekannt als TIROS (Television and InfraRed Observation Satellite), war es das erste experimentelle Programm der NASA, das untersuchte, ob Satelliten für die Erforschung der Erde nützlich sein könnten. Der meteorologische Satellit sollte experimentelle Fernsehtechniken und Infrarotgeräte testen. Townsend half bei der Entwicklung der Bodenausrüstung für das Infrarotexperiment. Der Satellit TIROS-2 wurde am 23. November 1960 von Cape Canaveral in Florida an Bord einer Delta-Rakete gestartet.
Von Mitte der 1960er Jahre bis 1975 leitete Townsend das kleine Astronomie-Satellitenprogramm der NASA, SAS (Small Astronomy Satellite), wo sie für die Konstruktion, den Bau, die Tests und den Orbitalbetrieb des ersten astronomischen Satelliten der NASA verantwortlich war. 1966 wurde sie Projektmanagerin für ein Satellitenprojekt, bei dem sie mit Bruno Rossi und dem späteren Nobelpreisträger Riccardo Giacconi zusammenarbeitete.

## Der weltweit erste Röntgenastronomie Satellit Uhuru

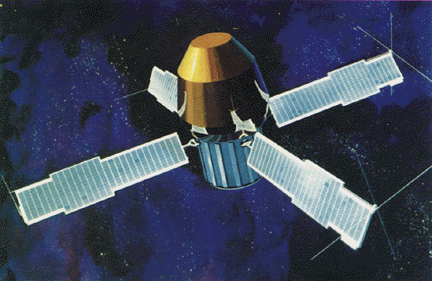
SAS-B war das zweite einer Reihe kleiner Raumfahrzeuge, die die astronomischen Studien im Röntgen-, Gammastrahlen-, Ultraviolett-, sichtbaren und Infrarotbereich erweitern sollten. Das Hauptziel des SAS-B bestand darin, die räumliche und energetische Verteilung primärer galaktischer und extragalaktischer Gammastrahlung mit Energien zwischen 20 und 300 MeV zu messen. Die Instrumentierung bestand im Wesentlichen aus einem Schutzszintillationsdetektor, einer oberen und einer unteren Funkenkammer und einem Teleskop für geladene Teilchen.

Townsend beaufsichtigte die Entwicklung und den Start von Uhuru, dem weltweit ersten Röntgenastronomiesatelliten. Das 1970 in Kenia gestartete Weltrauminstrument diente der Erkennung, Vermessung und Kartierung von Röntgenquellen und Gammastrahlungsemissionen. Es war der erste US-Satellit, der von einem anderen Land (Italien) an einem fremden Ort (der Küste Kenias) gestartet wurde.
Am 12. Dezember 1970 wurde SAS-1 am Unabhängigkeitstag Kenias von den Italienern auf der San-Marco-Plattform vor der Küste Kenias gestartet. Townsend war zum Start in Afrika. Der Satellit wurde in Uhuru umbenannt, was auf Swahili Freiheit bedeutet. Im Orbit drehte sich Uhuru langsam, normalerweise einmal alle 12 Minuten. Durch den Einsatz eines magnetischen Drehmomentsystems, das gegen das Erdmagnetfeld reagierte, wurde die Rotation jedoch auf weniger als eine Umdrehung pro Stunde verlangsamt. Während seiner zweijährigen Lebensdauer katalogisierte Uhuru über 150 Röntgenquellen. Außerdem entdeckte er, dass Neutronensterne in Doppelsternsystemen mit normalen Sternen hochgradig leuchtkräftige Röntgenstrahler sind.
Für ihre Beiträge zu den amerikanisch-italienischen Raumfahrtbemühungen ernannte die italienische Regierung Townsend 1972 zum Ritter der Italienischen Republik. Die NASA erweiterte das Programm und startete zwei weitere Satelliten, 1972 SAS-2 (B), der Gammastrahlenquellen entdeckte, und 1975 SAS-3 (C), der ein Dutzend Röntgenblitzquellen entdeckte.

## Weitere Tätigkeiten bei der Raumfahrt
Von 1976 bis 1980 war sie Managerin der Preliminary Systems Design Group, die für Studien für alle zukünftigen Weltraumwissenschafts- und terrestrischen Anwendungsmissionen des Goddard Space Flight Center (GSFC) und die damit verbundenen Bodensysteme verantwortlich war.
In ihren letzten fünf Jahren bei der NASA trug sie die Verantwortung für die gesamte fortgeschrittene Missionsplanung für zukünftige Wissenschafts- und Anwendungssatelliten sowie für die meteorologischen Satelliten der NOAA. Townsend fungierte als Programmmanagerin für das Application Explorer Missions-Programm der NASA, bevor sie 1980 die NASA verließ. Für ihre Beiträge erhielt sie die Exceptional Service Medal und die Outstanding Leadership Medal der Behörde.
Nach ihrer Pensionierung 1980 arbeitete sie mit Auftragnehmern der Regierung im Raum Washington zusammen. Bis zu ihrer zweiten Pensionierung 1996 war sie Direktorin für Raumfahrtsystemtechnik bei BDM International und anschließend Vizepräsidentin für Raumfahrtsystementwicklung bei Space America.
Sie war Vorsitzende einer Ortsgruppe des American Institute of Aeronautics and Astronautics und Präsidentin der Washington Academy of Sciences.
Townsend starb 2015 im Alter von 85 Jahren in einem Krankenhaus in Washington.
Townsend wurde 1968 ein Patent für ein digitales Telemetriesystem erteilt, das sich an Bord des NIMBUS-Satelliten befand (Digital Telemetry System, Patent No.3,380,042. 23. April 1968).

## Auszeichnungen und Ehrungen (Auswahl)
- 1971: Exceptional Service Medal, NASA-Medaille für außergewöhnliche Dienste
- 1972: Ritter des Verdienstordens der Italienischen Republik[4]
- 1975: Engineer Alumni Achievement Award der Engineer Alumni Association[7]
- 1976: Distinguished Alumni Achievement Award der GW Alumni Association[7]
- 1980: Outstanding Leadership Medal
- 2006: UGW Engineering Hall of Fame

## Mitgliedschaften
- Fellow der Institute of Electrical and Electronics Engineers (IEEE)
- Fellow der American Institute of Aeronautics and Astronautics (AIAA)
- Fellow der American Association for the Advancement of Science (AAAS)
- Fellow der Washington Academy of Sciences (WAS)
- International Academy of Astronautics (IAA)
- American Geophysical Union (AGU)
- Society of Women Engineers (SWE)
- Ehrenmitglied der Aerospace Medical Association
- Sigma Delta Epsilon/Graduate Women in Science